# 중국 핸드볼 국가대표팀
중국 핸드볼 국가대표팀(중국어: 中国国家手球队)은 중화인민공화국을 대표하여 국제 경기에 참가하는 핸드볼 국가대표팀이며, 중국 핸드볼 협회가 운영하고 있다.

## 대회 결과

### 올림픽
- 2008 - 12위